# منزل عصفور
منزل عصفور أو منزل محمد أغا عصفور 1168 هـ / 1754م
يقع بشارع السلانكى بمدينة رشيد وقد أنشأه الحاج إبراهيم بلطيش عام 1168 هـ / 1754 م ويتكون من ثلاثة أدورا وله واجهتان، الواجهة الغربية ويتوسطها المدخل البارز الذي يقع به الباب وعليه زخارف عبارة عن نجوم سداسية وكندات وعلى اليسار شباك السبيل الذي يعلوه لوح رخامى عليه كتابة نسخية من سطرين، أما الدوران العلويان يتكون كل منهما من قطاعين أحدهما بارز على ما ورده وبه ثلاثة شبابيك ومناور وبالثانى شباكان يعلوهما منورين، أما الواجهة الشمالية يشغل الدور الأرضى منها حوانيت والشادر وباب الشادر بارز يعلوه عقد موتور.

## المنزل من الداخل
يؤدى باب المنزل إلى الدركاه التي يقع بها ثلاثة مداخل أولها إلى حجرة السبيل والثانى إلى المخزن والثالث يؤدى لسلم المنزل وبحجرة السبيل حوض رخامى وخرزة الصهريج، أما الشادر فهو مسقوف بأقبية متقاطعة، أما الدوران الأول والثانى فكل منهما مكون من ثلاثة قطاعات يمثل أوسطها دورقاعة ويمثل الغربى حجرة وخزانة ويمثل الشرقى حجرة ومرحاض ويتصدر الدورقاعة إيوان خلفه شباك مزدوج بالدور الأول وشباكان بالدورالثانى ويوجد بدورقاعة الدورالثانى تخانة بها خرزة الصهريج كما يوجد حمام ومطبخ بالقطاع الثالث.